# Delphine Chabbert
Delphine Chabbert, née à Versailles, en France, le 1er novembre 1971 est une sociologue, anthropologue et femme politique française, naturalisée belge, membre du Parti socialiste. Elle est députée au Parlement de la région de Bruxelles-Capitale et au Parlement de la Communauté française de Belgique depuis 2019.

## Biographie
Sociologue et anthropologue française, Delphine Chabbert est originaire de Versailles. Elle a étudié à Paris, avant de partir vivre à Marseille. Elle quitte la France pour s'installer à Bruxelles. À Bruxelles, elle travaille, pendant dix ans, pour La Ligue des familles, comme directrice des études et de l'action politique, puis comme secrétaire politique. 
En 2019, elle annonce son départ de La Ligue des familles pour se lancer dans la politique, au sein du Parti socialiste, convaincue par Jean Spinette, échevin à Saint-Gilles, et Rudi Vervoort, ministre-président bruxellois. Elle figure en 4e place sur la liste régionale bruxelloise du PS aux élections du 26 mai 2019. Ayant obtenu la nationalité belge trop tardivement pour être inscrite sur la liste des électeurs mais à temps pour être candidate, elle ne peut voter aux élections régionales. Elle est élue avec 3 186 voix au Parlement bruxellois. Elle est désignée par son parti pour siéger également au Parlement de la Communauté française.
Elle se présente au scrutin du 9 juin 2024, pour les élections législatives à la Chambre des Représentants de Belgique, sur la liste du PS à Bruxelles, comme 2e suppléante.

## Vie privée
Elle est mère de deux enfants.